# Волгоградский завод буровой техники
Волгоградский завод буровой техники — крупное машиностроительное предприятие, занимающееся проектированием, разработкой и изготовление бурового, противовыбросового и других видов нефтегазового оборудования для удовлетворения потребностей рынка нефтяного и газового комплексов.

## Сведения о предприятии
- Общая площадь 44 га
- Производственных площадей 126 тыс. м²
- Более 1500 единиц технологического оборудования
- Испытательный полигон
- Шоссейные и железнодорожные подъездные пути
- собственный конструкторский отдел

## История
Датой основания предприятия считается 6 января 1981 года — в этот день был издан приказ министра оборонной промышленности СССР № 22, в соответствии с которым из состава производственного объединения «Баррикады» были выделены филиал № 1 в Дзержинском районе Волгограда, цех металлоконструкций и ОКБ-3. На их базе был организован Волгоградский завод буровой техники как отдельное юридическое лицо. Директором завода назначен Валентин Иванович Пичугин, главным инженером — Абрам Менделевич Ганькин.
В 2011—2012 годах на предприятии сложилась критическая финансовая ситуация в связи нехваткой оборотных средств при выполнении контракта на поставку комплектов буровых установок для ОАО "Сургутнефтегаз". Контракт на поставку 24 буровых установок так и не был исполнен, заработная плата работникам не выплачивалась, в то время как руководство получало миллионные премии. Предприятие не осуществляет производственную деятельность с 1 июля 2013 года.
Администрация Волгоградской области в течение нескольких лет предпринимала попытки спасти завод от банкротства путем поиска новых контрактов для предприятия. Среди возможных заказчиков для предприятия были такие компании как ПАО «НК «Роснефть», ПАО «Татнефть» и другие. Однако наличие большой кредиторской задолженности и отсутствие на ООО "ВЗБТ" оборотных средств препятствовало восстановлению работоспособности предприятия. Также в качестве решения проблемы предприятия предлагалась его передача в государственную собственность после выплаты всех задолженностей по заработной плате перед работниками.
В сентябре 2017 года имущество завода выставлено на торги.
На начало 2019 года долги по заработной плате перед работниками ВЗБТ составили 164,2 млн рублей.
10 января 2020 года, ООО «Корпорация Красный Октябрь», созданная бывшим вице-губернатором Волгоградской области, а к тому времени — исполнительным директором ВМК «Красный Октябрь» Александром Сиваковым, купила с торгов за 167 миллионов рублей имущество обанкроченного Волгоградского завода буровой техники. Начальная цена торгов составляла 410,47 миллиона рублей. Фактически новым владельцем завода стал бывший глава Госжилнадзора Андрей Веселков.
В марте 2021 года завод приступил к изготовлению новой партии вышек сотовой связи для модернизации сети[какой?].